# Punghina
Punghina é uma comuna romena localizada no distrito de Mehedinţi, na região de Oltênia. A comuna possui uma área de 72.85 km² e sua população era de 3298 habitantes segundo o censo de 2007.